# Rialto híd
A Rialto híd egyike a négy hídnak (a ponte dell'Accademia, a ponte degli Scalzi és a ponte della Costituzione mellett), amelyek a Canal Grande felett átívelnek, Velence városában. A négy híd közül ez a legidősebb és minden bizonnyal a leghíresebb.

## Története

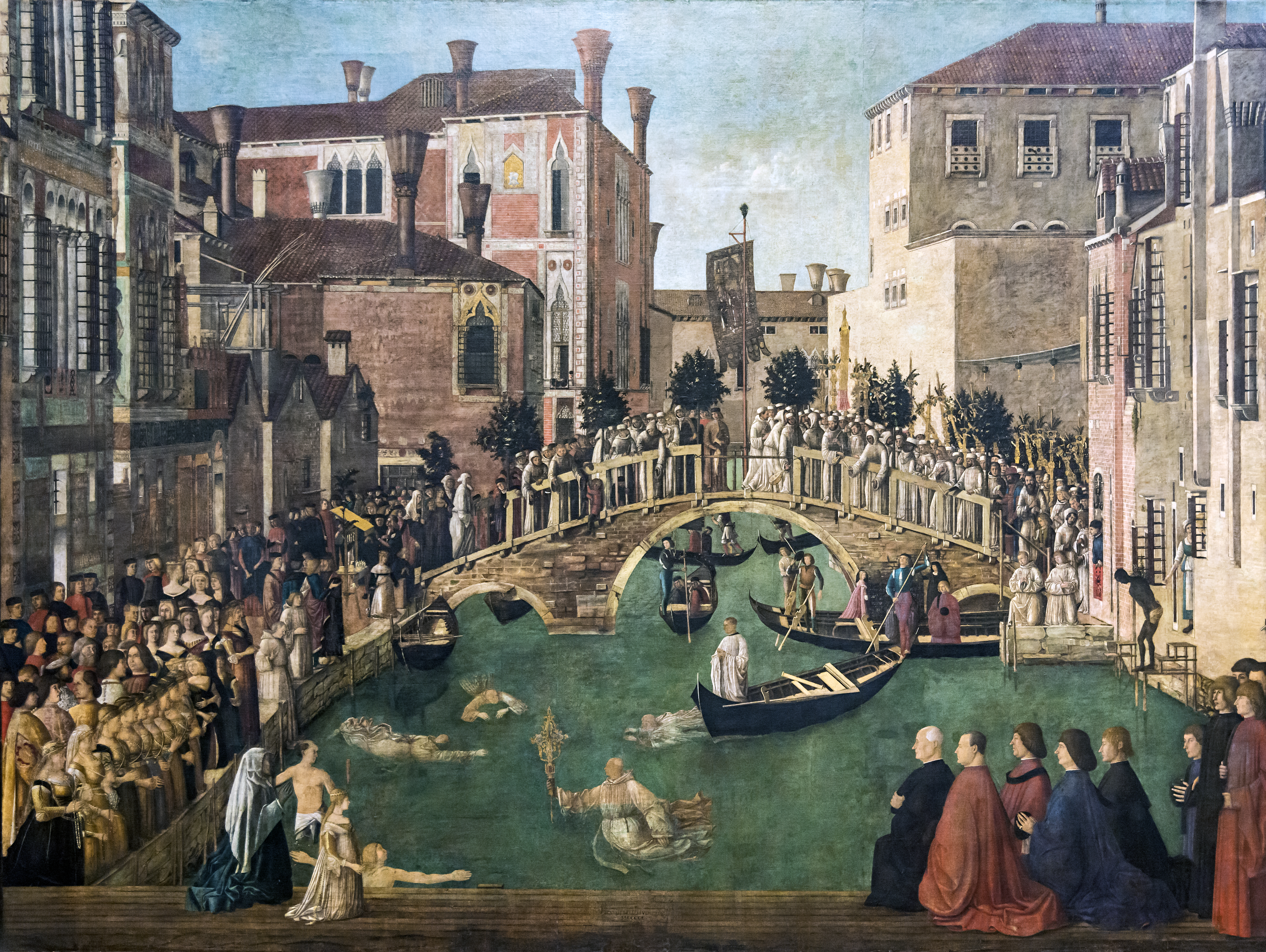
A Rialto híd őse Gentile Bellini: A Szent Kereszt csodája című képén, 1496 körül (az ereklye a vízbe esett, de nem süllyedt el, míg az apátúr ki nem emelte)

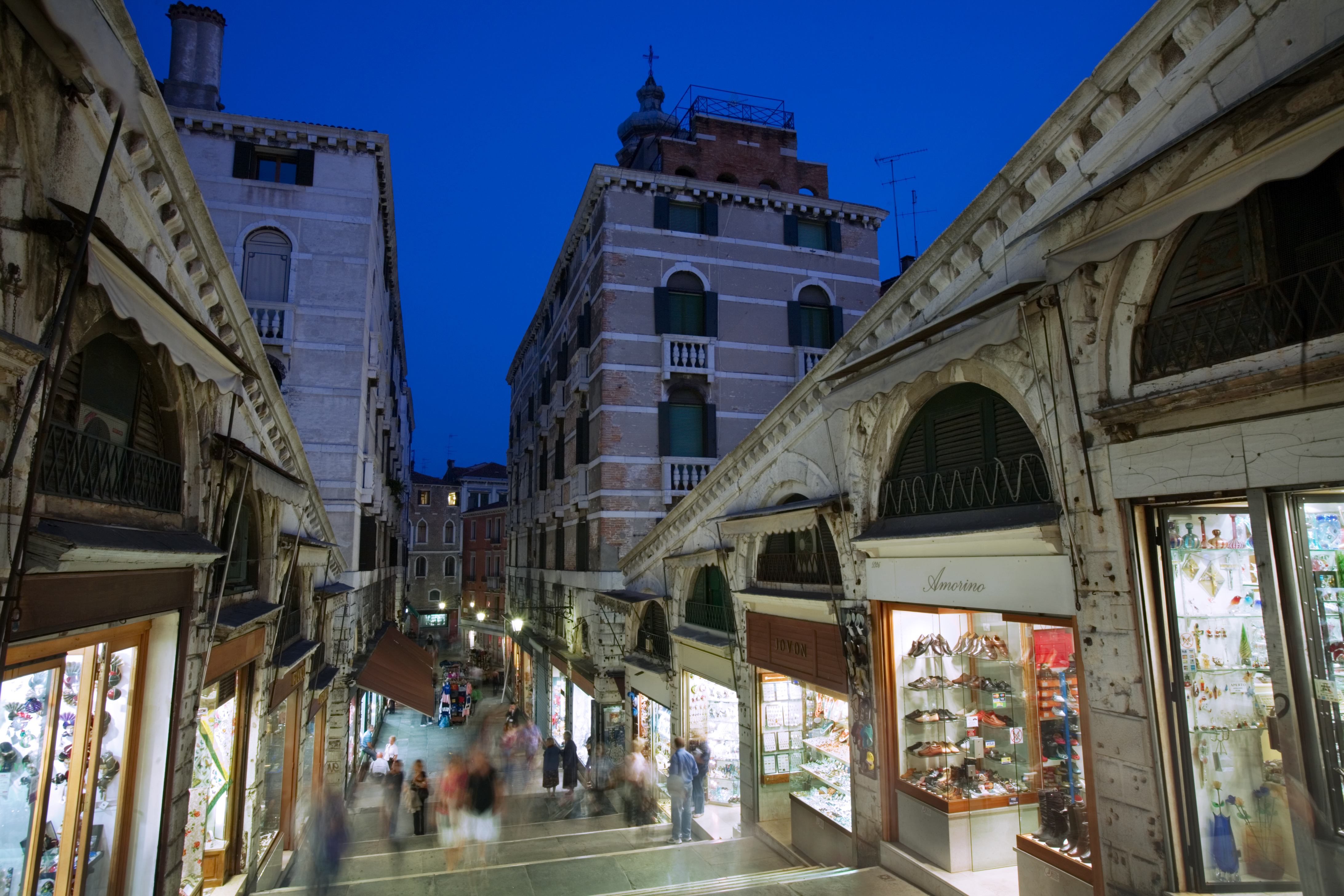
Elegáns üzletsorok a hídon

A krónikák szerint az első lépés a Canal Grandén egy hajóhíd volt. Egy facölöpökre épült híd, Nicolò Barattiero tervei alapján Sebastian Ziani vagy Orio Mastropiero velencei dózse alatt a 12. század második felében, volt a mai kőhíd elődje, amelynek „Ponte della Moneta” (a. m. Az érme hídja) volt a neve, a keleti végén működött régi pénzverdéről.
A Rialto-negyed egyre növekvő kereskedelmi forgalmát már nem tudta kiszolgálni a pontonhíd. Ezért előbb egy fahidat építettek a helyére. A faszerkezet két ferde rámpát tartalmazott, hogy a központi részt fel lehessen nyitni, ezzel lehetővé téve a hajózófolyosón a legmagasabb hajók áthaladását is. Tekintettel fekvésére a híd felvette a Rialto nevet. A 15. század első felében a híd két oldalán végig két sorban boltok épültek. Azok bérleti díjából fedezte az állami kincstár a híd fenntartását.
1310-ben a híd a Bajamonte Tiepolo által vezetett lázadók visszavonulásakor megrongálódott. 1444-ben összeomlott, amikor hatalmas tömeg gyűlt össze rajta, hogy megcsodálja Leonello d'Este, Ferrara márkija menyasszonyának vízi felvonulását.
1503-ban javasolták első alkalommal kőhíd építését. A következő évtizedekben különböző projekteket is megvalósítottak. Elsőként 1514-ben Giovanni Giocondo barát terveit, de 1524-ben az is összeomlott. 1551-ben a velencei hatóságok pályázatot hirdettek rekonstrukciójára. Bizottságot neveztek ki három felügyelő részvételével a Rialto negyed vállalattulajdonosaiból Antonio Cappello, Tommaso Contarini, és Vettor Grimani személyében. 1554-től a kor leghíresebb építészei jelentkeztek terveikkel, de csak a 16. század végén tűzött ki pályázatot Pasquale Cicogna dózse. Olyan neves építészek tettek javaslatot, mint Jacopo Sansovino, Andrea Palladio és Giacomo Barozzi da Vignola, de mindannyian a klasszikus, többíves megközelítésben. Nem fogadták el egyikükét sem, pedig Palladio az egész környéket megtervezte, a hídfőknél egy-egy kereskedőfórumot is kialakítandó. A pályázatot 1587-ben ismét meghirdették, amelyen Vincenzo Scamozzi és Andrea da Ponte tervezete közül az utóbbiét fogadták el 1588. június 9-én, mivel az az egyíves változatot tartalmazta. Mindazonáltal valószínű, hogy eredetileg ez Scamozzi ötlete volt.
Az építés 1591-ben fejeződött be, Antonio és Tommaso Contin közreműködésével, akik Da Ponte unokaöccsei, vagyis sógora, Bernardino Contin fiai voltak.

## Leírása
A jelenlegi egyíves kőhíd szerkezete nagyon hasonló az előző, fából készült hídéhoz, az eredeti hídkoncepció helyességét jelezve. A hídfőknél egy-egy ferde rámpa helyezkedik el, lépcsősorral. A híd mindkét víz felőli oldalán  a balusztrádos korláttal határolt járda mögött egy-egy elegáns, fedett üzletsor húzódik, amelyek egy központi fedetlen gyalogjárdát fognak közre. A híd legmagasabb pontján kétfelé íves kapu nyílik a szélső járdákhoz. Szentek szobrai művészi domborművek díszítik.

## Galéria

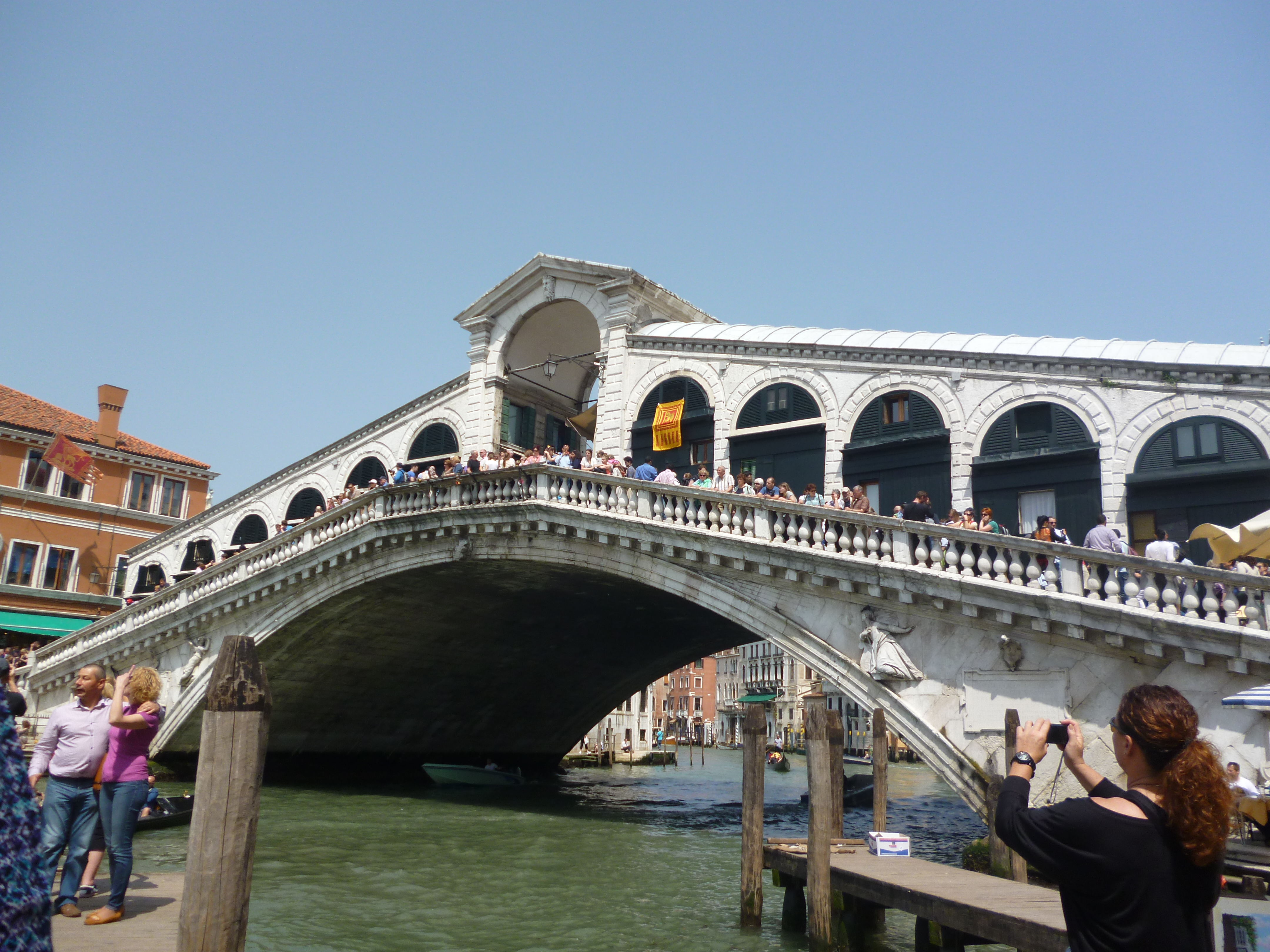
A Rialto híd
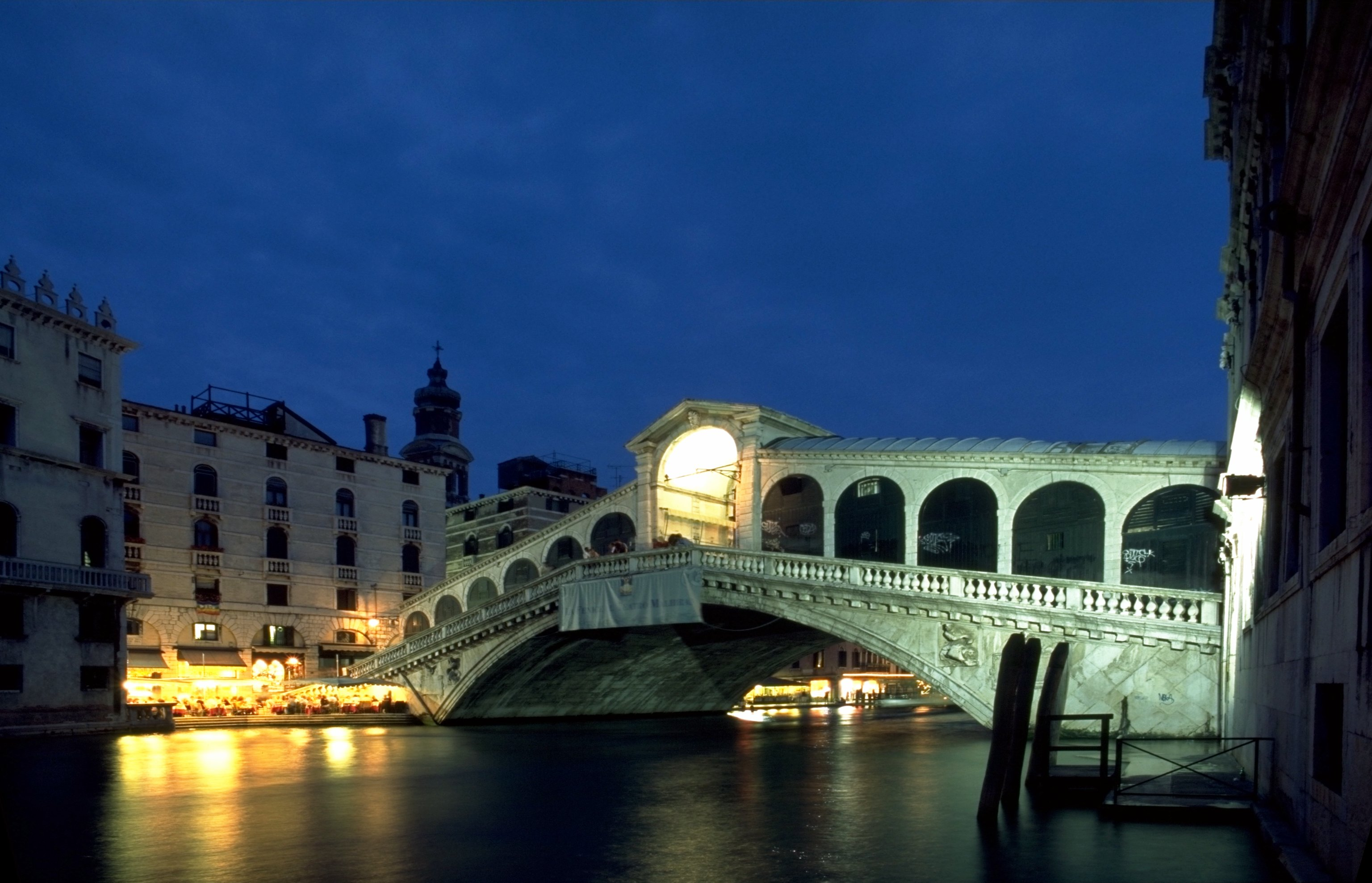
A Rialto híd éjszaka
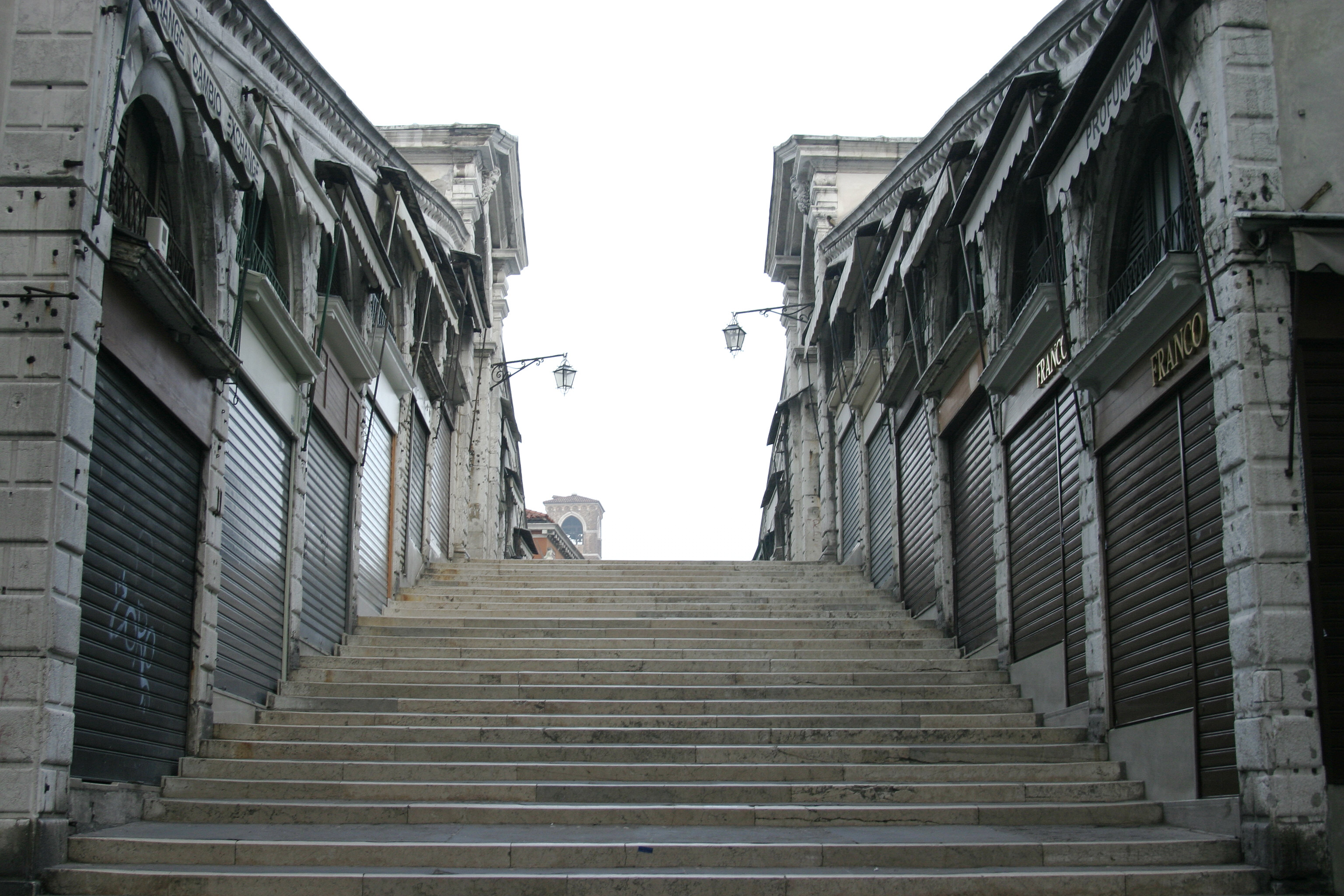
A lépcső
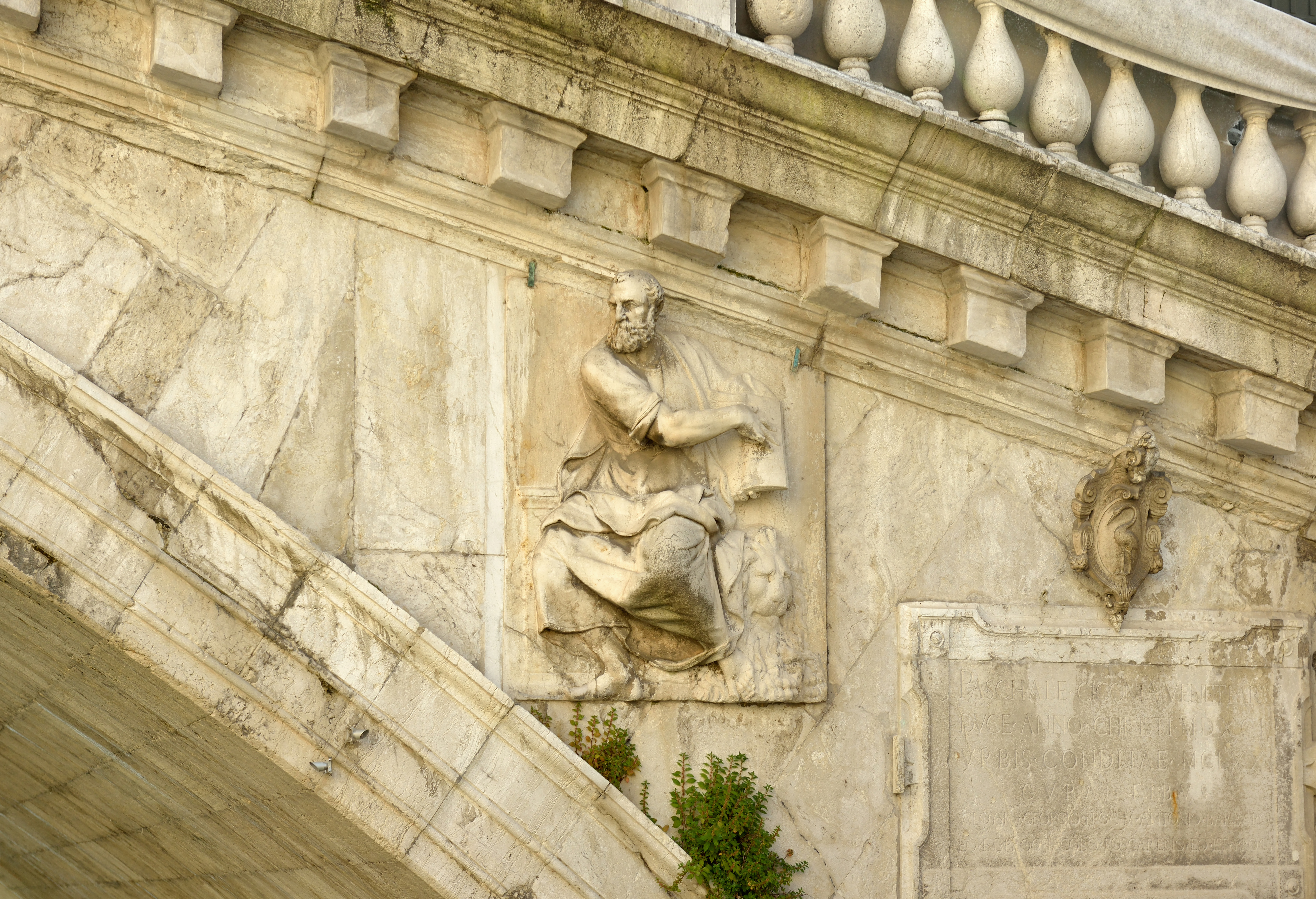
Szent Márk-relief

## Fordítás
Ez a szócikk részben vagy egészben  a   Ponte di Rialto című olasz Wikipédia-szócikk ezen változatának fordításán alapul.  Az eredeti cikk szerkesztőit annak laptörténete sorolja fel. Ez a jelzés csupán a megfogalmazás eredetét és a szerzői jogokat jelzi, nem szolgál a cikkben szereplő információk forrásmegjelöléseként.

## Bibliográfia
- Giulio Lorenzetti: Venezia e il suo estuario, Edizioni Lint, Trieszt, 1963 ISBN 8886179243 463. o.